# Borstörad ekorre
Borstörad ekorre (Sciurus aberti) är en däggdjursart som beskrevs av Samuel Washington Woodhouse 1853. Sciurus aberti ingår i släktet trädekorrar, och familjen ekorrar. IUCN kategoriserar arten globalt som livskraftig.
Artepitet i det vetenskapliga namnet hedrar John James Abert som var chef för den amerikanska topografiska kåren.

## Beskrivning
Färgen varierar kraftigt mellan underarterna. Majoriteten av dem är dock grå, och de resterande underarterna har antingen brun eller svart päls. Många har även vita ringar kring ögonen, och/eller vit svans. Vanligt är också att de har en röd strimma längs ryggen. Gemensamt för alla underarter är att öronen har tofsar. Vikten varierar mellan 540 och 971 g, med ett medelvärde av 620 g. Längden är mellan 45 och 58 cm. Könen är lika.

## Ekologi
Habitatet utgörs av barrskogar med gultall (Pinus ponderosa) och liknande träd. Arten är inte så totalt beroende av gultall som tidigare troddes, men de olika populationernas gränser följer i stort sett utbredningen av gultall. I dessa skogar lever den på höjder mellan 2 160 och 2 380 m. Ekorren bygger bon i träden. Två typer av bon förekommer: Ett mer eller mindre klotformat, byggt av tallkvistar och fodrat med gräs, och ett bestående av en dvärgmistelkrona som används mer eller mindre oförändrad, möjligen med tillägg av några tallkvistar här och där. Även för denna typ används torrt gräs som foder. En ekorre kan ha flera bon; ekorren är inte revirhävdande, så flera individer kan dela på samma bo, även om arten i andra sammanhang är solitär.
Livslängden för vilda djur är okänd, men i fångenskap kan den leva i upptill 7 år.

### Föda
Arten är dagaktiv, och förosöket sker under hela den ljusa delen av dygnet. Föran kommer till stor del från gultallen: Kottar (inklusive deras frön), skott, svamp (främst sådan som växter på trädet) och innerbark. I områden utan gultall lever den på liknande föda från andra barrträd. Den kan även äta nötter och dvärgmistel. Arten lägger inte upp förråd, utan måste alltså söka föda hela året.
Själv tjänar arten som föda åt prärievarg, rödlo, puma och amerikansk duvhök.

### Fortplantning
Den borstörade ekorren blir könsmogen vid knappt 11 månaders ålder. Arten är polygynandrisk, båda könen kan ha flera partners. Parningssäsongen varar från sent i februari till tidigt i juni. Leken börjar med att hanarna jagar honorna. Den dominanta hanen är den första som bestiger honan. Efter omkring 43 dygn föder honan mellan 1 och 5 ungar, som diar henne i 10 veckor. När ungarna blivit avvanda är de i princip självständiga.

## Utbredning
Denna ekorre lever i flera från varandra skilda populationer i västcentrala USA och Mexiko. Se Underarter nedan. I USA finns den i delstaterna Wyoming, Utah, Colorado, Arizona och New Mexico; i vissa av dessa har de inplanterats för att tjäna som jaktbart vilt.

## Underarter
Wilson & Reeder skiljer mellan 6 namngivna underarter, medan Animal Diversity Web från University of Michigan anger ytterligare 3:
- Sciurus aberti aberti finns i norra Arizona
- Sciurus aberti barberi finns i nordvästra Chihuahua i Mexiko
- Sciurus aberti chuscensis förekommer längs gränsen mellan Arizona och New Mexico
- Sciurus aberti durangi finns i Durango i Mexiko
- Sciurus aberti ferreus förekommer i Klippiga bergen i centrala Colorado
- Sciurus aberti kaibabensis finns på Kaibabplatån i norra Arizona
- Sciurus aberti mimus förekommer längs gränsen mellan Colorado och New Mexico
- Sciurus aberti navajo förekommer i sydöstra Utah
- Sciurus aberti phaeurus finns i Durango och södra Chihuahua

## Några underarter

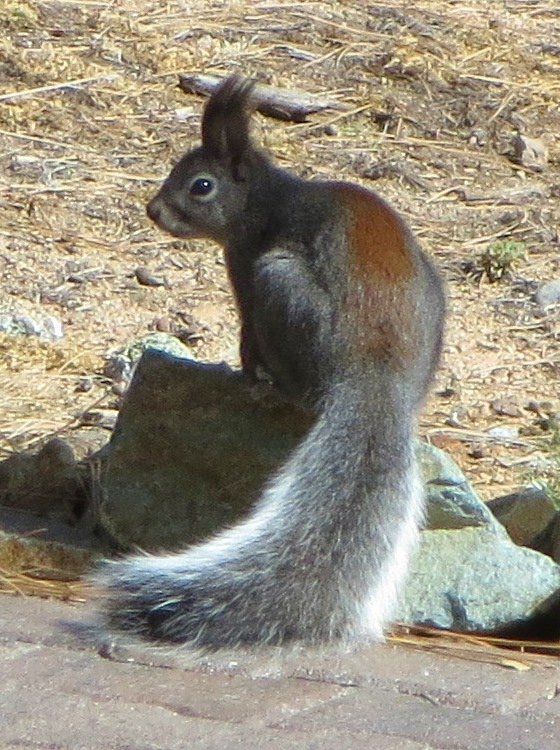
Sciurus aberti aberti, märk den roströda ryggstrimman
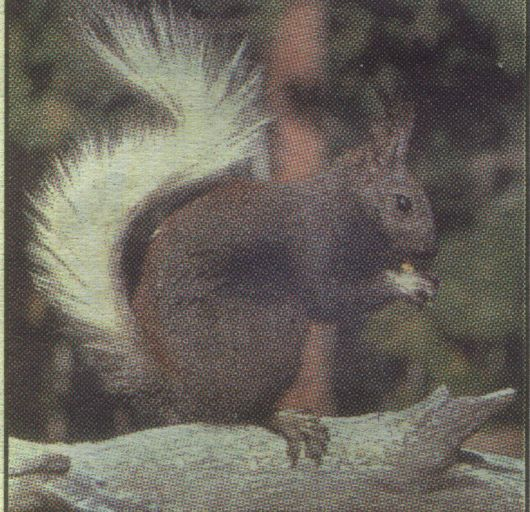
Sciurus aberti kaibabensis
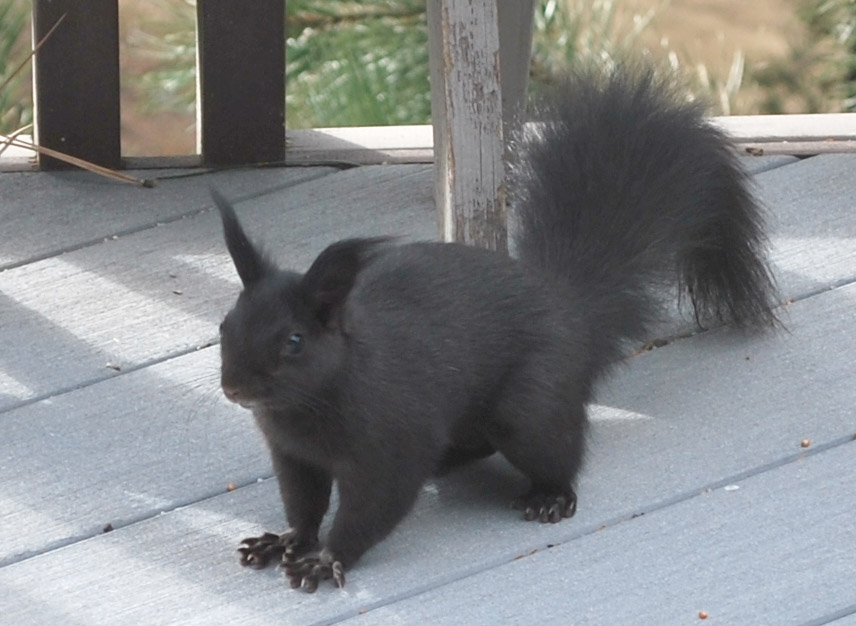
Den helsvarta underarten Sciurus aberti ferreus
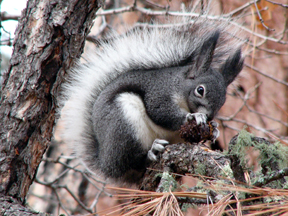
Sciurus aberti mimus